# Harley Peyton
Harley Peyton (geboren in Spokane) ist ein amerikanischer Drehbuchautor und Filmproduzent. 

## Frühes Leben
Peyton wuchs in Spokane, Washington auf. Er studierte zunächst für jeweils zwei Jahre in Harvard und Stanford für einen Bachelor und schließlich ein Jahr im Master am Californian Institute of the Arts. Peyton war zunächst als Script Reader (Leser von Drehbüchern) tätig und arbeitete für einen Produzenten, währenddessen er auch selbst anfing, Drehbücher zu schreiben.

## Karriere

### Filme
Der erste Film, der nach einem Drehbuch von Peyton umgesetzt wurde, war 1987 Unter Null. Dieser wie auch die folgenden Mississippi Delta und Keys to Tulsa eine Adaptation eines Romans. Banditen! von 2001 entstand nach einem originalen Drehbuch.

### Fernsehserien
Durch seinen Freund Mark Frost kam Peyton 1990 dazu, für dessen Fernsehserie Twin Peaks Drehbücher zu schreiben, und wurde Produzent der zweiten Staffel. Die dritte Episode, sein erstes Drehbuch für die Serie, erhielt eine Emmy-Nominierung. 1993 kreierte Peyton die Serien Route 66 und Moon over Miami.
In den 2010ern war Peyton Drehbuchautor und Produzent oder Executive Producer, unter anderem für Dracula, Channel Zero von Nick Antosca und Project Blue Book, sowie seit 2021 für Chucky von Don Mancini. 2022 erschien die von ihm kreierte Serie Reginald the Vampire mit Jacob Batalon in der Titelrolle.

## Filmografie
- 1987: Unter Null (Less than Zero) – Drehbuch
- 1990–1991: Twin Peaks (Fernsehserie) – Drehbuch 14 Episoden, Produzent 22 Episoden
- 1991: Danger Team – Drehbuch
- 1993: Route 66 (Fernsehserie) – Drehbuch 1 Episode, Serienschöpfer
- 1993: Moon over Miami (Fernsehserie) – Serienschöpfer
- 1996: Mississippi Delta – Im Sumpf der Rache (Heaven’s Prisoners) – Drehbuch
- 1997: Keys to Tulsa – Drehbuch, Produzent
- 1997: Gold Coast – Drehbuch
- 2001: Banditen! (Bandits) – Drehbuch, Executive Producer
- 2007: The Bronx is Burning (Fernsehserie) – Drehbuch 1 Episode
- 2011: Three Inches – Executive Producer
- 2012–2013: Wedding Band (Fernsehserie) – Drehbuch 1 Episode, Consulting Producer 5 Episoden
- 2013–2014: Dracula (Fernsehserie) – Drehbuch 2 Episoden, Co-Executive Producer 10 Episoden
- 2014–2015: Reign (Fernsehserie) – Drehbuch 1 Episode, Executive Producer 13 Episoden
- 2015: Dominion (Fernsehserie) – Drehbuch 1 Episode
- 2016: JL Ranch – Drehbuch
- 2016: Dark Matter (Fernsehserie) – Drehbuch 1 Episode
- 2016–2018: Channel Zero (Fernsehserie) – Drehbuch 7 Episoden, (Co-)Executive Producer 13 Episoden
- 2019–2020: Project Blue Book (Fernsehserie) – Drehbuch 4 Episoden, Co-Executive Producer 20 Episoden
- 2021: Chucky (Fernsehserie) – Drehbuch 3 Episoden, Executive Producer 8 Episoden
- 2022: Reginald the Vampire (Fernsehserie) – Serienschöpfer, Drehbuch 10 Episoden, Executive Producer/Showrunner 10 Episoden

## Nominierung
- Primetime Emmy 1990: Nominierung für Bestes Drehbuch einer Dramaserie, für Twin Peaks